# Robert Heilbroner
Robert Heilbroner (Robert Louis Heilbroner; * 24. März 1919 in New York City; † 4. Januar 2005 ebenda) war ein US-amerikanischer Volkswirt und Wirtschaftshistoriker.

## Leben
Heilbroner stammte aus einer vermögenden deutsch-jüdischen Familie. Er studierte unter anderem an der Harvard University, dort z. B. bei Paul Sweezy. Sein Studium schloss er 1940 Summa cum laude ab. Während des Zweiten Weltkrieges arbeitete er im Büro für Preiskontrolle unter John Kenneth Galbraith. Nach dem Krieg arbeitete er zunächst im Bankwesen, bevor er seine akademische Laufbahn 1950 an der New School for Social Research begann. In dieser Zeit wurde er stark von dem Wirtschaftsphilosophen Adolph Lowe beeinflusst.
Bereits im Jahr 1953 erschien sein berühmtes Buch The Worldly Philosophers, in dem er das Leben bedeutender Ökonomen beschrieb. Bis zur 7. Auflage 1999 hatte das Buch eine Millionenauflage. Heilbroner erwarb den Ph.D. 1961.
1971 wurde er Norman Thomas Professor of Economics an der New School for Social Research in New York City, wo er über zwanzig Jahre vorwiegend Geschichte des ökonomischen Denkens lehrte. Er veröffentlichte in dieser Zeit mehr als zwanzig Bücher.

## Werk (Auswahl)
- The Worldly Philosophers, 1953, Simon & Schuster, 7th edition, 1999, ISBN 0-684-86214-X
- The Future as History, 1960
- The Making of Economic Society, 1963, Prentice Hall, 11th edition 2001: ISBN 0-13-091050-3 (Dissertation)
- A Primer on Government Spending (mit Peter L. Bernstein), New York: Vintage Books, 1963
- The Limits of American Capitalism, Harper & Row, 1966
- An Inquiry into the Human Prospect, 1974, W. W. Norton, 3rd edition 1991: ISBN 0-393-96185-0
- Marxism: For and Against, 1st ed. New York: W.W. Norton, 1980. ISBN 0-393-95166-9
- The Economic Transformation of America: 1600 to the Present,  New York: Harcourt Brace Jovanovich, 1977, 4th edition (Wadsworth Publishing), 1998, ISBN 0-15-505530-5.
- Economics Explained: Everything You Need to Know About How the Economy Works and Where It's Going (mit Lester Thurow), 1982, 4th edition, 1998, ISBN 0-684-84641-1
- The Nature and Logic of Capitalism, 1985, W. W. Norton, ISBN 0-393-95529-X
- Behind the Veil of Economics: Essays in the Worldly Philosophy, 1988, W. W. Norton, ISBN 0-393-30577-5
- The Debt and Deficit: False Alarms/Real Possibilities (mit Peter L. Bernstein), 1989, W. W. Norton, ISBN 0-393-30611-9
- "Analysis and Vision in the History of Modern Economic Thought."  Journal of Economic Literature (September 1990): 1097–1114.
- 21st Century Capitalism, 1993, W. W. Norton hardcover: ISBN 0-88784-534-7, 1994 paperback: ISBN 0-393-31228-3.
- "Technological Determinism Revisited."  In Does Technology Drive History?  The Dilemma of Technological Determinism, edited by Merritt Roe Smith and Leo Marx, Cambridge, MA: MIT Press, 1994.
- The Crisis of Vision in Modern Economic Thought. (with William S. Milberg), 1995, Cambridge University Press, ISBN 0-521-49774-4
- Teachings from the Worldly Philosophers, W. W. Norton, 1996, ISBN 0-393-31607-6
- The Economic Transformation of America Since 1865 (with Alan Singer), Harcourt Brace College Publishers, 1997, ISBN 0-15-501242-8